# Euthalia malissia
Euthalia malissia är en fjärilsart som beskrevs av Hans Fruhstorfer 1913. Euthalia malissia ingår i släktet Euthalia och familjen praktfjärilar. Inga underarter finns listade i Catalogue of Life.